# Ботник, Адольф
Адольф Айра Ботник (англ. Adolph Ira Botnick; 17 августа 1924 года, Новый Орлеан, Луизиана, США — 5 октября 1995 года) — американский активист движения за гражданские права чернокожих еврейского происхождения. Он боролся с межрасовым насилием и Ку-клукс-кланом. 

## Биография
Родился и вырос в Новом Орлеане. Выпускник военной академии Галф Кост, служил в армии во время Второй мировой войны, участвовал в битве в Арденнах. Вернувшись на родину, он окончил Университет штата Луизиана.
Ботник вступил в Антидиффамационную лигу (ADL) в 1961 году и занял должность в её офисе в Атланте, Джорджия. В 1964 году стал региональным директором ADL в родном Новом Орлеане. Сферой его деятельности была Луизиана, Миссисипи и Арканзас. Он занимал эту должность до своей отставки в 1992 году. Ботник был целью заговора Байрона Де Ла Беквита, который ранее убил лидера движения за гражданские права Медгара Эверса. Нападение было предотвращено, когда Де Ла Беквит был арестован за перевозку бомбы через границу штата.
Ботник умер в 1995 году в возрасте 71 года. В знак признания его работы в ADL в его честь была названа ежегодная премия «Факел свободы» (англ. A. I. Botnick Torch of Liberty Award).